# Огнян Атанасов
Огнян Огнянов Атанасов е български политик и инженер от Партия на зелените, от 2023 г. е кмет на община Кюстендил. От 2011 до 2023 е бил общински съветник в Кюстендил.

## Биография
Роден е на 30 ноември 1985 г. в град Кюстендил, Народна република България. Дипломира се инженер, работи в собствено проектантско бюро и създава малък бизнес в сферата на туризма.

### Политическа дейност
Три пъти е избиран за общински съветник на местните избори в Кюстендил, през 2011 г. от листата на ГЕРБ, през 2015 г. от листата на Зелената партия, и през 2019 г. от листата на Партията на зелените.
На местните избори през 2023 г. е кандидат за кмет от Партия на зелените на община Кюстендил. На проведения първи тур получава 5709 гласа (или 25,99%) и се явява на балотаж с дотогавашния кмет Петър Паунов от местна коалиция „ГЕРБ“ (ГЕРБ, СДС, ВМРО–БНД, ЗНС, ДБГ, Движение „Гергьовден“, Движение демократично действие – ДЗ, „Български гласъ“, БДС „Радикали“, „Консервативна България“, НДСВ, Съюз на патриотичните сили „Защита“, „България на регионите“), който получава 6250 гласа (или 28,45%). На провелия се втори тур е избран за кмет, като получава 15 319 гласа (или 68,63%).